# Trópicos húmidos de Queensland
Os trópicos húmidos (português europeu) ou úmidos (português brasileiro) de Queensland, ou, na sua forma portuguesa, da Queenslândia, é uma série de parques que se estendem pela costa nordeste de Queensland, Austrália, de Townsville a Cooktown. Este conjunto de parques foi, em 1988 declarado Património Mundial da Unesco.
Entre os parques estão incluidos:
- Parque Nacional da Baía Cedro
- Parque Nacional Daintree
- Parque Nacional do Rio Endeavour
- Parque Nacional Girringun
- Parque Nacional Wooroonooran

e mais de 700 áreas protegidas.